# Otto Fritz Meyerhof
Otto Fritz Meyerhof, nemško-ameriški biokemik in zdravnik, * 12. april, 1884, Hannover, Nemško cesarstvo † 6. oktober, 1951, Filadelfija, Pensilvanija, ZDA.

## Mladost
Meyerhof je leta 1909 končal medicino na Univerzi v Heidelbergu. Najprej se je zanimal za psihologijo in psihiatrijo, srečanje z Ottom Warburgom, prav tako nemškim biokemikom, pa ga je usmerilo k fiziologiji in biokemiji. Leta 1918 je prišel na Univerzo v Kielu in se posvetil biokemiji mišic.

## Meyerhofove raziskave mišic
Znano je bilo, da mišice vsebujejo glikogen, snov, ki jo je francoski fiziolog Claude Bernard, odkril več kot pol stoletja prej v jetrih. Angleški biokemik Frederick Gowland Hopkins je s sodelavci desetletje prej dokazal, da delujoča mišica kopiči mlečno kislino. Meyerhof je v vrsti skrbnih poskusov dokazal, da obstaja kvantitativna zveza med glikogenom, ki je izgoinil, in mlečno kislino, ki se je pojavila, tter da se pri procesu ne porablja kisik. To je namreč anaerobna glikoliza, kar pomeni razpad glikogena brez navzočnosti kisika. Meyerhof je tudi dokazal, da ko mišice po delu počivajo, del mlečne kisline oksidira (se torej razgradi), za kar je potreben molekularni kisik. Energija, ki nastane pri tem, zadostuje, da se večina mlečne kisline zopet spremeni v glikogen.
Meyerhofovo delo je pomenilo začetek raziskovanja, ki sta ga pozneje nadaljevala češko-ameriška zakonca Cori (Karel Ferdinand in Gerty Theresa Radnitz), s katerim so ugotovili posamezne stopnje spremembe glikogena v mlečno kislino. Po njem in njegovim sodelavcem se ta razgradnja imenuje »Embdenova-Meyerhofova metabolna pot«. Za svoje delo sta leta 1922 Meyerhof in angleški fiziolog Archibald Vivian Hill skupaj dobila Nobelovo nagrado za fiziologijo ali medicino.

## Meyerhof po Hitlerjevem prihodu na oblast
Pod Hitlerjem je postalo Meyerhofovo življenje zaradi židovskega porekla v Nemčiji vse bolj neprijetno. Kljub Nobelovi nagradi je bil leta 1935 prisiljen odstopiti z mesta profesorja na Inštitutu Kaiser Wilhelm. Leta 1938 se je zato odpravil v Francijo v Pariz, kjer je postal direktor raziskav na Institut de Biologie Physiochimique. Po nacistični zasedbi Francije leta 1940 se je moral znova preseliti, tokrat v Združene države Amerike, kjer je dobil delovno mesto na Univerzi v Filadelfiji. Leta 1948 je zaprosil za državljanstvo, tako da je zadnja tri leta preživel kot ameriški državljan. Leta 1951 je v starosti 67 let umrl zaradi srčne kapi.